# Alex Hofmann

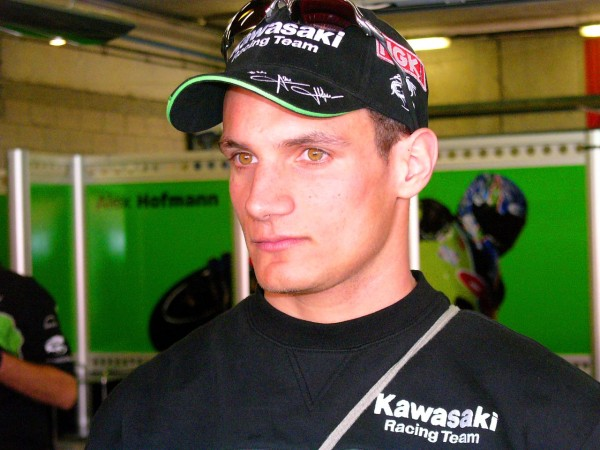
Alex Hofmann in 2005.

Alexander Hofmann (Mindelheim, 25 mei 1980) is een voormalig Duits motorcoureur.

## Carrière
Hofmann begon zijn motorsportcarrière in het motorcross in zijn tienerjaren. In 1995 maakte hij de overstap naar het wegrace en debuteerde hij in het Duitse 125 cc-kampioenschap. Een jaar later nam hij, naast deze klasse, ook deel aan de 125 cc-klasse van het Europees kampioenschap wegrace. In 1997 werd hij tweede in het Duits kampioenschap. Dat jaar debuteerde hij ook in de 125 cc-klasse van het wereldkampioenschap wegrace als wildcardcoureur op een Yamaha in zijn thuisrace en werd hierin veertiende. In 1998 won hij zowel het Duits als het Europees 250 cc-kampioenschap. Ook werd hij dat jaar tiende in de 250 cc-klasse van de Grand Prix van Duitsland op een Honda.
In 1999 maakte Hofmann zijn debuut als fulltime coureur in het WK 250 cc op een TSR-Honda. Hij kende een redelijk seizoen, waarin een achtste plaats in Frankrijk zijn beste resultaat was. Met 51 punten werd hij zestiende in het kampioenschap. In 2000 stapte hij over naar een Aprilia. Dat jaar moest hij acht races missen vanwege blessures; een tiende plaats in Maleisië was zijn beste klassering in een race. Met 12 punten eindigde hij op plaats 25 in het klassement. In 2001 kende hij zijn beste seizoen tot dusver. Hij eindigde vijfmaal in de top 10, met een zevende plaats in zijn thuisrace als hoogtepunt. Met 55 punten werd hij twaalfde in het klassement.
In 2002 had Hofmann in eerste instantie geen races op het programma staan. Wel debuteerde hij in het wereldkampioenschap superbike op een Kawasaki in de races in Lausitz als vervanger van de geblesseerde Hitoyasu Izutsu en werd hierin vijftiende en dertiende. Vervolgens keerde hij terug naar het WK wegrace, waarin hij in de MotoGP-klasse twee races reed als vervanger van de geblesseerde Garry McCoy bij Yamaha en twee races als vervanger van Loris Capirossi op een Honda. Een tiende plaats in zijn thuisrace was hierbij zijn beste resultaat. Als gevolg werd hij voor het seizoen 2003 aangesteld als testcoureur van Kawasaki. Hij nam dat jaar als wildcardcoureur deel aan vijf races voor de fabrikant, waarin een tiende plaats in de TT van Assen zijn hoogste klassering was.

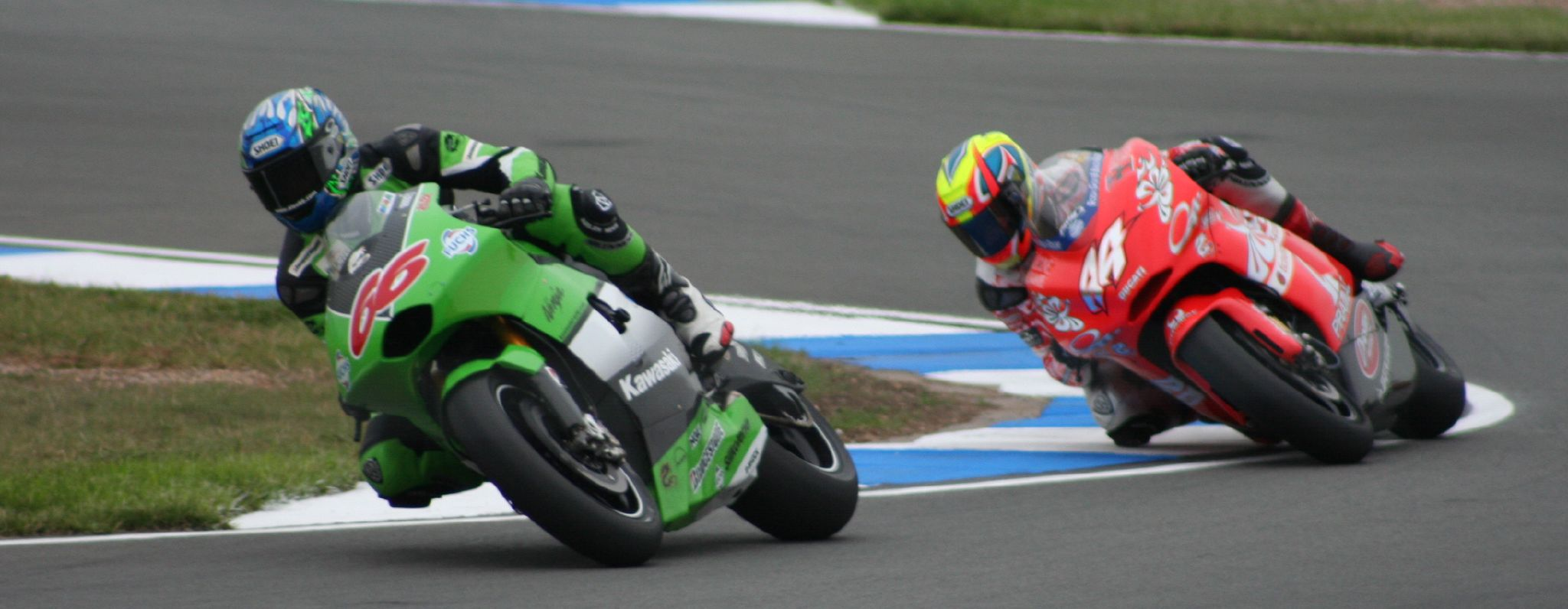
Alex Hofmann (links) en Roberto Rolfo op Donington Park in 2005.

In 2004 reed Hofmann zijn eerste volledige MotoGP-seizoen bij Kawasaki. In zijn eerste jaar bij de fabrikant was een negende plaats in Qatar zijn beste resultaat. Met 51 punten werd hij vijftiende in het kampioenschap. In 2005 moest hij zeven races missen vanwege blessures die hij opliep tijdens het motorcrossen. In de races die hij miste, werd hij vervangen door Olivier Jacque. Hij behaalde dat jaar zijn beste race-uitslag met een achtste plaats in Groot-Brittannië. Met 24 punten werd hij negentiende in het eindklassement.
In 2006 verloor Hofmann zijn contract bij Kawasaki en stapte hij over naar het team Pramac d'Antin MotoGP, waarvoor hij op een Ducati ging rijden. Hij behaalde zijn beste resultaat met een tiende plaats in Catalonië. In die race raakte Ducati-fabriekscoureur Sete Gibernau geblesseerd bij een ongeluk, en Hofmann werd opgeroepen om hem te vervangen bij de races in Assen, Groot-Brittannië en Tsjechië. Met 30 punten werd hij als zeventiende in de eindstand.

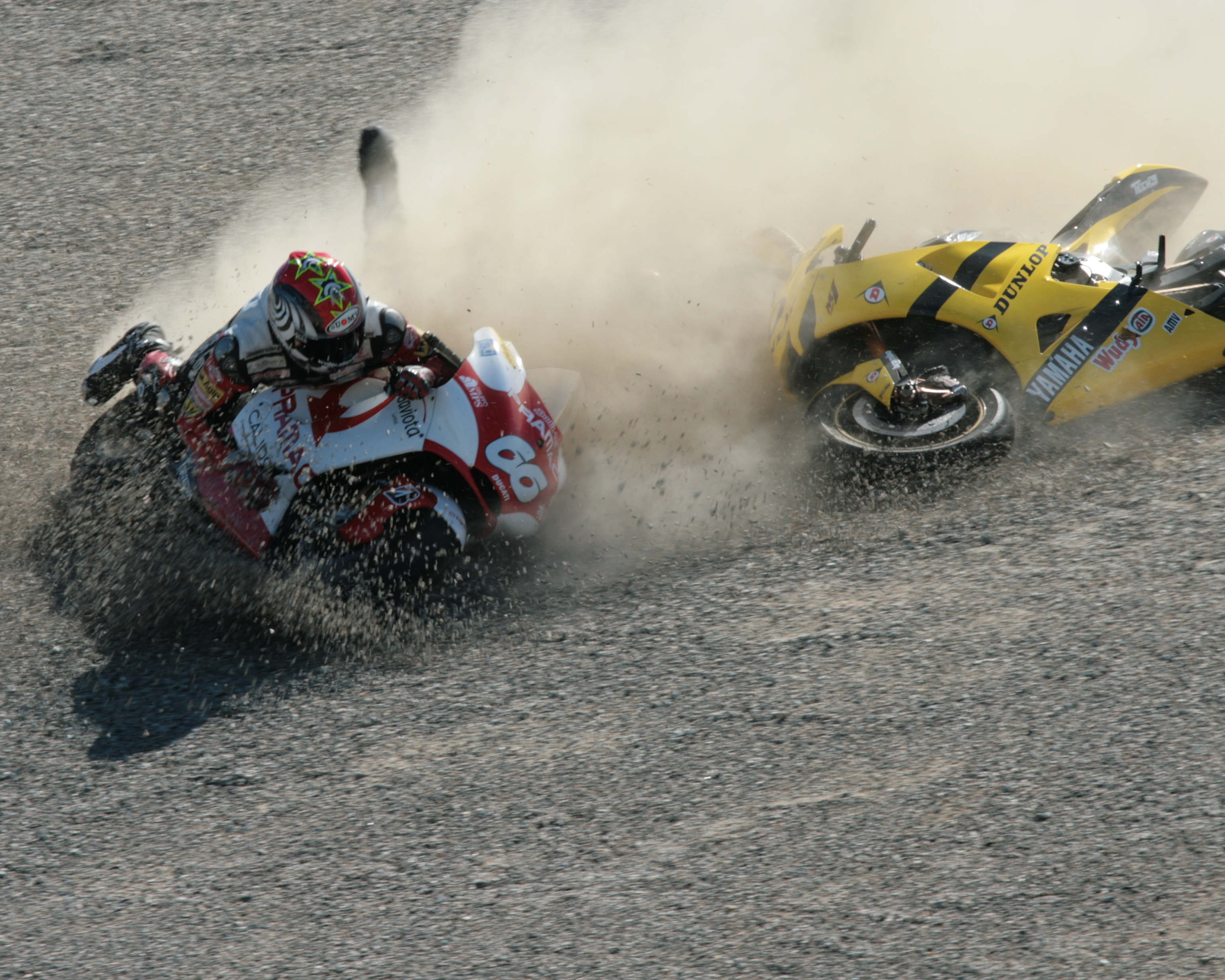
Hofmann (links) wordt onderuit gereden door Sylvain Guintoli op Laguna Seca in 2007.

In 2007 behaalde Hofmann zijn beste resultaat in de MotoGP met een vijfde plaats in Frankrijk. Voorafgaand aan de Grand Prix van Duitsland raakte hij geblesseerd aan zijn hand, nadat deze vast kwam te zitten tussen een autodeur. In de trainingen voor de daaropvolgende race in de Verenigde Staten blesseerde hij zijn hand opnieuw nadat hij onderuit werd gereden door Sylvain Guintoli. Hij moest hierdoor een operatie ondergaan, waardoor hij twee races moest missen. Hij keerde terug bij de Grand Prix van San Marino. In de race in Portugal moest hij vanuit de pitstraat starten en reed lange tijd achteraan. Na elf ronden parkeerde hij zijn motorfiets in de pitstraat en zei hij dat hij niet gemotiveerd genoeg was om te vechten voor de laatste plaats. Hierop werd hij per direct door zijn team ontslagen. Hofmann spande vervolgens een rechtszaak aan om ervoor te zorgen dat hij het seizoen af kon maken, maar de twee partijen kwamen uiteindelijk tot een schikking. Met 65 punten sloot Hofmann het seizoen af op de dertiende plaats in het klassement.
In 2008 werd Hofmann door Aprilia aangesteld als testcoureur in het WK superbike. Het was de bedoeling dat hij in 2009 uit zou komen als fabriekscoureur in deze klasse, maar uiteindelijk reden Max Biaggi en Shinya Nakano voor het team. Hij bleef tot 2014 actief als testcoureur van Aprilia. In 2015 stapte hij in deze hoedanigheid over naar KTM, om hen voor te bereiden op hun MotoGP-debuut in 2017. Naast zijn werk als testcoureur werkte hij tussen 2009 en 2014 als MotoGP-commentator voor de Duitse zender SPORT1. In 2015 werden de uitzendrechten overgenomen door Eurosport, en Hofmann werd dat jaar pitreporter bij deze zender. Sinds 2016 geeft hij commentaar bij de MotoGP-uitzendingen van het Oostenrijkse ServusTV.